# Emilio Martínez Manautou
Emilio Martínez Manautou (Ciudad Victoria, Tamaulipas; 30 de julio de 1919 - 24 de diciembre de 2004) fue un médico cirujano y político mexicano, miembro del Partido Revolucionario Institucional, que ocupó los cargos de Secretario de la Presidencia, secretario de Salubridad y gobernador de Tamaulipas.

## Carrera política
Emilio Martínez Manautou fue un político en las décadas de 1960, 1970 y 1980; fue senador por Tamaulipas en el periodo de 1958 a 1964; inicialmente fue muy cercano a Gustavo Díaz Ordaz, de quien era considerado como su mejor amigo, y cuando este llegó a la presidencia lo nombró secretario de la Presidencia, cargo que ocupó todo el sexenio. Fue uno de los más fuertes precandidatos a suceder a Díaz Ordaz al frente del país, tanto por su amistad como por su desempeño al frente de la secretaría. Sin embargo, se ha considerado que perdió la nominación por ser contrario a la política seguida por el presidente durante el movimiento estudiantil de 1968, su proclividad a negociar y su cercanía con intelectuales partidarios del movimiento, por lo que finalmente el candidato y sucesor de Díaz Ordaz fue el Secretario de Gobernación Luis Echeverría Álvarez.
Durante todo el sexenio de Echeverría, Martínez Manautou quedó fuera del gobierno, pero en 1976 al tomar posesión de la presidencia José López Portillo, lo nombró secretario de Salubridad y Asistencia, López Portillo apreciaba mucho a Martínez Manautou debido a que había sido su Subsecretario durante el periodo de Martínez Manautou al frente de la Secretaría de la Presidencia, y según contaría posteriormente López Portillo, este lo habría liberado del compromiso de apoyarlo como precandidato frente al otro competidor, Echeverría, amigo de la juventud de López Portillo y quien finalmente lo haría primero Secretario de Hacienda y luego candidato a la Presidencia.[cita requerida]
En 1981 el mismo López Portillo dispuso la nominación de Mártinez Manautou como candidato del PRI a gobernador de Tamaulipas, ganó la elección y ocupó el cargo de 1981 a 1987; durante su gobierno se decretó la creación de la Reserva de la Biósfera El Cielo.[cita requerida]

## Familia
Una hija de Emilio Martínez Manautou, Leticia Martínez, es esposa de Jorge González Torres, fundador y primer presidente del Partido Verde Ecologista de México, ahora presidido por el hijo de ambos y nieto de Martínez Manautou, Jorge Emilio González Martínez.[cita requerida]
De igual manera, su hermano Federico Martínez Manautou fue designado presidente municipal de Mexicali en el trienio 1960 - 1962 en carácter de interino, a la muerte del titular Joaquín Ramírez Arballo, asimismo posteriormente fue presidente del Comité Directivo Estatal del PRI en Baja California. 
Su bisnieto Luis Emmanuel Martínez González hijo de Silvia Martínez González, empresario y activista que decidió no formar parte de partidos políticos como el resto de su familia.